# Fabio Lione
Fabio Lione, pseudonimo di Fabio Tordiglione (Pisa, 9 ottobre 1973), è un cantante italiano, voce degli Angra e della band Turilli/Lione Rhapsody ed ex membro di vari gruppi metal come Rhapsody of Fire, Vision Divine, Labyrinth e Kamelot.

## Biografia

### Primi passi
Dopo aver preso alcune lezioni di canto da un amico baritono, si unisce ai Labyrinth, usando lo pseudonimo "Joe Terry". Dopo un demotape (Midnight Resistance, 1994), un Ep (Piece of Time, 1995) ed un disco pubblicati (No Limits, 1996), per i quali è autore di tutti i testi e linee vocali, lascia il gruppo a causa di screzi e incomprensioni con gli altri membri.

### Gli Athena
Entra negli Athena nel 1991 e nel 1992 registrerà con loro il primo demotape. Dopo diversi concerti, nel 1993 si separa dalla band per iniziare a collaborare con i Labyrinth. Collaborerà ancora con gli Athena, con i quali incide un album (A New Religion? - nel 1998, dove testi e le linee vocali sono scritte da Lione stesso). L'album venne realizzato parallelamente all'attività dei Rhapsody of Fire (allora semplicemente Rhapsody); Lione è l'autore di dieci canzoni di A New Religion?, incentrate su temi filosofici e religiosi. Nel dicembre 1998 la band effettua anche un tour in Germania assieme ad Axel Rudi Pell band e Dreamscape.
Nel 2000 collabora con gli Ayreon di Arjen Anthony Lucassen, nel concept album Universal Migrator Part 2: Flight of the Migrator; in questo album canta il brano Through The Wormhole.

### I Labyrinth
Nel 1993 incontra i ragazzi dei Labyrinth, che all'epoca usavano il nome "Vision" (dopo un'originaria incarnazione a nome Morbid Vision e stile più estremo), e registrano assieme il primo demotape "Midnight Resistance". Prima del vero e proprio primo CD, i Labyrinth registrano un mini CD nel 1995, "Piece of Time", conseguentemente nel 1996 esce "No Limits", dove Lione scrive i testi e crea le varie linee vocali dei brani. Le varie liriche sono connesse da una sorta di concept, concept che verrà poi concluso con la seconda release della band nel 1998. La collaborazione col gruppo dura circa 3 anni e mezzo con molti concerti e ottimi risultati.

### I Rhapsody
Nel 1997 inizia quella che probabilmente è stata ed è tuttora la più grande esperienza di Lione: i Rhapsody. In quell'anno infatti uscì il loro primo album, Legendary Tales, che segnò l'inizio di una carriera piena di successi. Il gruppo modificherà successivamente il nome nel 2006 per problemi di copyright in Rhapsody Of Fire. La band inciderà con lui dodici album, di cui due live (Live in Canada 2005 - The Dark Secret e Live - From Chaos to Eternity), ottenendo un grandissimo successo di pubblico e critica.
Il giorno 29 settembre 2016, con un post sulla sua pagina ufficiale, Fabio Lione annuncia la fine del rapporto con la band.
Da segnalare che comunque il gruppo dal 2011 non aveva più tra le sue file il chitarrista, compositore e fondatore storico Luca Turilli, che si era separato dalla band per dedicarsi ai suoi Luca Turilli's Rhapsody, con cui inciderà due album e cesserà la sua attività nel 2018, quando Lione e Turilli celebreranno assieme i 20 anni dei Rhapsody.
I due, accompagnati dai membri storici Alex Holzwarth (batteria), Patrice Guers (basso) e Dominique Lerquin (session live alla seconda chitarra), affronteranno un lungo tour celebrativo che durerà circa un anno e mezzo.

### I Vision Divine
Nel 1999 con Olaf Thorsen decide di creare quello che inizialmente doveva essere solamente un "side-project": i Vision Divine. Lione si ritrova quindi in due gruppi e questa situazione prosegue, con successi per entrambi i gruppi, fino al 2003. Lo stesso anno è costretto a lasciare i Vision Divine non potendo più registrare entro il limite di tempo concesso il terzo album della band Stream of Consciousness del 2004, per il quale peraltro aveva collaborato per un anno e mezzo a stendere quasi tutti i brani. Con i Vision Divine realizzerà il debutto omonimo del 1999, che riceverà ottimi risultati di vendita e critica (e porterà la band in tour in Sud-America per la prima volta). Al secondo disco Send Me An Angel del 2002 seguì l'apparizione dei Vision Divine al Gods of Metal 2003 e all'Heineken Jammin' Festival (Imola) sempre nel 2003. Smette anche di cantare musica Eurobeat per dedicarsi completamente ai Rhapsody of Fire e a un suo futuro disco solista.
Il 28 maggio 2008 viene annunciato il ritorno di Lione nei Vision Divine con i quali, nel 2009, incide 9 Degrees West Of The Moon. La band effettua quindi molte date a supporto del disco.
Nel 2012, sotto Edel/Ear music incidono Destination Set To Nowhere, che riceve entusiastiche recensioni, ottime critiche e viene considerato come probabile miglior lavoro di sempre della band. Affiancata alla versione normale, viene pubblicata anche una versione limited con doppio CD, col secondo dischetto contenente una sorta di best of  di vecchi brani della band (2 per disco fino a "The Perfect Machine") reincisi completamente dalla formazione attuale, più una cover di "Gutter Ballet" dei Savatage.

### I Kamelot
Il 16 dicembre 2010 la power-metal band statunitense Kamelot annuncia che Lione sostituirà Roy Khan nel tour di supporto a Poetry for the Poisoned nel corso del 2011 e 2012. La band effettua un lungo tour in Europa, Sud-America e Nord-America; l'ultimo dei 49 spettacoli al 70000 Tons of Metal nel gennaio 2012.

### Gli Angra
Lione è stato invitato come guest singer dalla power metal band brasiliana Angra al 70000 Tons of Metal festival 2013; la band è in effetti senza cantante dopo che Edu Falaschi ha abbandonato il suo posto. I due show effettuati assieme al cantante italiano si sono rivelati un successo e il gruppo brasiliano è risultato uno dei più acclamati al 70000 ton of Metal 2013. La collaborazione continua il 14 aprile 2013, partecipa infatti con la band al Live N' Louder Festival in compagnia di Twisted Sister, Loudness e Metal Church a San Paulo in Brasile.
A fine luglio/agosto 2013 effettua una tournée commemorativa in Sud-America, la band celebra così il ventennale dell'uscita del primo cd Angels Cry con 11 spettacoli e registra un DVD nell'ultimo show effettuato a San Paolo il 25 agosto. Il 19 ottobre suonano come co-headliner al rinomato festival giapponese Loud Park 13, risultando una delle band più acclamate del festival assieme agli Europe. La tournée commemorativa continua con altri 21 spettacoli in Sud-America e 4 in Europa, dove la band si esibisce il 22 giugno 2014 all'Hellfest in Francia in compagnia di band quali Black Sabbath, Soundgarden, Aerosmith e altre. La tournée commemorativa giunge al termine dopo 42 concerti con ottimi risultati e subito dopo l'ultimo show europeo la band si reca in Svezia per iniziare le registrazioni per il nuovo album.

### Gli Eternal Idol
Nel corso del 2016 Fabio Lione ha creato, assieme a Nick Savio (ex White Skull e altre band e progetti, oltre che produttore), gli Eternal Idol, insieme ad altri musicisti italiani, alcuni dei quali ex-membri degli Hollow Haze con cui Lione aveva già collaborato in passato nell'album Countdown To Revenge.
Lione si è occupato della maggioranza dei testi e delle linee vocali dell'album.

### Collaborazione con Alessandro Conti
Nel 2018 esce l'album Lione/Conti, realizzato in collaborazione con l'allora cantante dei Luca Turilli's Rhapsody Alessandro Conti.

### I Turilli/Lione Rhapsody
Nel 2019 Fabio Lione assieme a Luca Turilli, Alex Holzwarth, Dominique Lerquin e Patrice Guers fondano i Turilli/Lione Rhapsody e pubblicano il disco Zero Gravity - Rebirth and Evolution.

## Discografia

### Con i Labyrinth
- 1993 - Midnight Resistance (demotape)
- 1995 - Piece of Time (Ep)
- 1996 - No Limits

### Con i Rhapsody of Fire
- 1997 - Legendary Tales
- 1998 - Symphony of Enchanted Lands
- 2000 - Dawn of Victory
- 2001 - Rain of a Thousand Flames
- 2002 - Power of the Dragonflame
- 2004 - Symphony of Enchanted Lands II: The Dark Secret
- 2006 - Live in Canada 2005 - The Dark Secret
- 2006 - Triumph or Agony
- 2010 - The Frozen Tears of Angels
- 2010 - The Cold Embrace of Fear - A Dark Romantic Symphony
- 2011 - From Chaos to Eternity
- 2013 - Live - From Chaos to Eternity
- 2013 - Dark Wings of Steel
- 2016 - Into the Legend

### Con gli Athena
- 1992 - Athena (demotape)
- 1998 - A New Religion?

### Con i Vision Divine
- 1999 - Vision Divine
- 2002 - Send Me an Angel
- 2003 - Colours of My World (Demo)
- 2009 - 9 Degrees West of the Moon
- 2012 - Destination Set to Nowhere
- 2017 - Best Of (Compilation)

### Con gli Hollow Haze
- 2013 - Countdown to Revenge

### Con gli Angra
- 2013 - Angels Cry 20th Anniversary Tour  (DVD)
- 2015 - Secret Garden
- 2018 - Ømni
- 2021 - Ømni Live (DVD)
- 2023 - Cycles of Pain

### Con gli Eternal Idol
- 2016 - The Unrevealed Secret
- 2020 - Renaissance
- 2021 - Rocking Witn The Idols (Digital Ep)

### Con Alessandro Conti
- 2018 - Lione/Conti

### Con i Turilli/Lione Rhapsody
- 2019 - Zero Gravity (Rebirth and Evolution)

### Con gli Spirits of Fire
- 2022 - Embrace The Unknown